# Vincitori del premio Nobel per la medicina
La voce presenta un elenco dei vincitori del Premio Nobel per la fisiologia o la medicina. Il Premio viene assegnato annualmente dall'Istituto Karolinska, e non dall'Accademia reale svedese delle scienze, come avviene per la maggior parte dei premi Nobel.

## Elenco dei vincitori
| Anno | Ritratto                             | Premiati                                   | Nazionalità                      | Motivazione |
| ---- | ------------------------------------ | ------------------------------------------ | -------------------------------- | --- |
| 1901 | Fotografia di Emil Adolf von Behring | Emil Adolf von Behring                     | Germania                         | “per il suo lavoro sulla sieroterapia ed in particolare per l'applicazione contro la difterite. Con tali studi egli ha aperto una nuova strada nel campo della medicina e ha posto nelle mani dei medici un'arma vittoriosa contro la malattia e la morte” |
| 1902 | Fotografia di Ronald Ross            | Ronald Ross                                | Regno Unito                      | “per il suo lavoro sulla malaria con il quale ha dimostrato come questa penetri nell'organismo ed ha posto le basi per importanti ricerche su questa malattia e sui metodi per combatterla”                                                                |
| 1903 | Fotografia di Nbiels Ryberg Finsen   | Niels Ryberg Finsen                        | Fær Øer ( Danimarca)             | “in riconoscimento dei contributi resi alla cura delle malattie, soprattutto per quel che riguarda il lupus vulgaris, attraverso radiazioni luminose concentrate, aprendo così la strada a nuove ricerche per la scienza medica”                           |
| 1904 | Fotografia di Ivan Pavlov            | Ivan Petrovich Pavlov                      | Impero russo                     | “in riconoscimento del suo lavoro sulla fisiologia della digestione, che ha permesso di aprire nuovi orizzonti nella conoscenza dei fenomeni biologici” |
| 1905 | Fotografia di Robert Koch            | Robert Koch                                | Germania                         | “per le sue indagini e le sue scoperte sulla tubercolosi” |
| 1906 |                                      | Camillo Golgi                              | Italia                           | “in riconoscimento del loro lavoro sulla struttura del sistema nervoso” |
| 1906 |                                      | Santiago Ramón y Cajal                     | Spagna                           | “in riconoscimento del loro lavoro sulla struttura del sistema nervoso” |
| 1907 |                                      | Charles Louis Alphonse Laveran             | Francia                          | “in riconoscimento del suo lavoro sul ruolo svolto dai protozoi nel provocare malattie” |
| 1908 |                                      | Il'ja Il'ič Mečnikov                       | Impero russo / Francia           | “in riconoscimento del loro lavoro sul sistema immunitario” |
| 1908 |                                      | Paul Ehrlich                               | Germania                         | “in riconoscimento del loro lavoro sul sistema immunitario” |
| 1909 |                                      | Emil Theodor Kocher                        | Svizzera                         | “per il suo lavoro sulla fisiologia, la patologia e la chirurgia della ghiandola tiroidea” |
| 1910 |                                      | Albrecht Kossel                            | Germania                         | “in riconoscimento dei contributi resi alla conoscenza della chimica cellulare, attraverso il suo lavoro sulle proteine, comprese le sostanze nucleiche”                                                                                                   |
| 1911 |                                      | Allvar Gullstrand                          | Svezia                           | "per il suo lavoro sui mezzi diottrici dell'occhio" |
| 1912 |                                      | Alexis Carrel                              | Francia                          | “in riconoscimento del suo lavoro sulla sutura vascolare e sul trapianto di vasi sanguigni e organi” |
| 1913 |                                      | Charles Robert Richet                      | Francia                          | “in riconoscimento del suo lavoro sulla anafilassi” |
| 1914 |                                      | Robert Bárány                              | Austria-Ungheria / Svezia        | “per i suoi fondamentali contributi alla conoscenza della fisiologia e della patologia dell'apparato vestibolare” |
| 1915 |                                      | non è stato assegnato                      |                                  | |
| 1916 |                                      | non è stato assegnato                      |                                  | |
| 1917 |                                      | non è stato assegnato                      |                                  | |
| 1918 |                                      | non è stato assegnato                      |                                  | |
| 1919 |                                      | Jules Bordet                               | Belgio                           | “per le sue scoperte relative al sistema immunitario” |
| 1920 |                                      | Schack August Steenberg Krogh              | Danimarca                        | “per le sue scoperte sui meccanismi di regolazione capillare” |
| 1921 |                                      | non è stato assegnato                      |                                  | |
| 1922 |                                      | Archibald Vivian Hill                      | Regno Unito                      | “per la sua scoperta relativa alla produzione di calore nel muscolo” |
| 1922 |                                      | Otto Fritz Meyerhof                        | Germania                         | “per la scoperta di un rapporto fisso nel muscolo tra il consumo di ossigeno e il metabolismo dell'acido lattico” |
| 1923 |                                      | Frederick Grant Banting                    | Canada                           | “per la scoperta dell'insulina” |
| 1923 |                                      | John James Richard Macleod                 | Regno Unito / Canada             | “per la scoperta dell'insulina” |
| 1924 |                                      | Willem Einthoven                           | Paesi Bassi                      | “per la scoperta del meccanismo dell'elettrocardiogramma” |
| 1925 |                                      | non è stato assegnato                      |                                  | |
| 1926 |                                      | Johannes Andreas Grib Fibiger              | Danimarca                        | “per la scoperta del carcinoma da spiroptera” |
| 1927 |                                      | Julius Wagner-Jauregg                      | Austria                          | “per la scoperta del valore terapeutico dell'inoculazione della malaria nel trattamento della demenza paralitica” |
| 1928 |                                      | Charles Jules Henri Nicolle                | Francia                          | “per il suo lavoro sul tifo” |
| 1929 |                                      | Christiaan Eijkman                         | Paesi Bassi                      | “per la scoperta delle vitamine antineuritiche” |
| 1929 |                                      | Frederick Gowland Hopkins                  | Regno Unito                      | “per la scoperta delle vitamine stimolatrici della crescita” |
| 1930 |                                      | Karl Landsteiner                           | Austria / Stati Uniti            | “per la scoperta dei gruppi sanguigni umani” |
| 1931 |                                      | Otto Heinrich Warburg                      | Germania                         | “per la scoperta della natura e delle modalità di azione degli enzimi respiratori” |
| 1932 |                                      | Charles Scott Sherrington                  | Regno Unito                      | “per le loro scoperte sulle funzioni dei neuroni” |
| 1932 |                                      | Edgar Douglas Adrian                       | Regno Unito                      | “per le loro scoperte sulle funzioni dei neuroni” |
| 1933 |                                      | Thomas Hunt Morgan                         | Stati Uniti                      | “per le scoperte sul ruolo svolto dai cromosomi nell'ereditarietà” |
| 1934 |                                      | George Hoyt Whipple                        | Stati Uniti                      | “per le loro scoperte sulla terapia con estratti di fegato nei casi di anemia” |
| 1934 |                                      | George Richards Minot                      | Stati Uniti                      | “per le loro scoperte sulla terapia con estratti di fegato nei casi di anemia” |
| 1934 |                                      | William Parry Murphy                       | Stati Uniti                      | “per le loro scoperte sulla terapia con estratti di fegato nei casi di anemia” |
| 1935 |                                      | Hans Spemann                               | Germania                         | “per la scoperta dell'effetto organizzatore nello sviluppo embrionale” |
| 1936 |                                      | Henry Hallett Dale                         | Regno Unito                      | “per le loro scoperte sulla trasmissione chimica degli impulsi nervosi” |
| 1936 |                                      | Otto Loewi                                 | Germania / Austria / Stati Uniti | “per le loro scoperte sulla trasmissione chimica degli impulsi nervosi” |
| 1937 |                                      | Albert Szent-Györgyi von Nagyrapolt        | Ungheria                         | “per le sue scoperte sui processi di combustione biologica, con particolare riferimento alla vitamina C e alla catalisi dell'acido fumarico” |
| 1938 |                                      | Corneille Jean François Heymans            | Belgio                           | “per la scoperta dei meccanismi sinusali e aortici nella regolazione della respirazione” |
| 1939 |                                      | Gerhard Domagk                             | Germania                         | “per la scoperta degli effetti antibatterici del prontosil” |
| 1940 |                                      | non è stato assegnato                      |                                  | |
| 1941 |                                      | non è stato assegnato                      |                                  | |
| 1942 |                                      | non è stato assegnato                      |                                  | |
| 1943 |                                      | Henrik Carl Peter Dam                      | Danimarca                        | “per la scoperta della vitamina K” |
| 1943 |                                      | Edward Adelbert Doisy                      | Stati Uniti                      | “per la scoperta della formula chimica della vitamina K” |
| 1944 |                                      | Joseph Erlanger                            | Stati Uniti                      | “per le loro scoperte sulle funzioni altamente differenziate delle singole fibre nervose” |
| 1944 |                                      | Herbert Spencer Gasser                     | Stati Uniti                      | “per le loro scoperte sulle funzioni altamente differenziate delle singole fibre nervose” |
| 1945 |                                      | Alexander Fleming                          | Regno Unito                      | “per la scoperta della penicillina e dei suoi effetti curativi in molte malattie infettive” |
| 1945 |                                      | Ernst Boris Chain                          | Germania occupata / Regno Unito  | “per la scoperta della penicillina e dei suoi effetti curativi in molte malattie infettive” |
| 1945 |                                      | Howard Walter Florey                       | Australia / Regno Unito          | “per la scoperta della penicillina e dei suoi effetti curativi in molte malattie infettive” |
| 1946 |                                      | Hermann Joseph Muller                      | Stati Uniti                      | “per la scoperta dell'induzione di mutazioni da parte dei raggi X” |
| 1947 |                                      | Carl Ferdinand Cori                        | Cecoslovacchia / Stati Uniti     | “per la loro scoperta dei meccanismi di conversione catalitica del glicogeno” |
| 1947 |                                      | Gerty Theresa Cori, nata Radnitz           | Cecoslovacchia / Stati Uniti     | “per la loro scoperta dei meccanismi di conversione catalitica del glicogeno” |
| 1947 |                                      | Bernardo Alberto Houssay                   | Argentina                        | “per la scoperta del ruolo svolto dal lobo anteriore dell'ipofisi nel metabolismo degli zuccheri” |
| 1948 |                                      | Paul Hermann Müller                        | Svizzera                         | “per la scoperta dell'alta efficienza del DDT come veleno contro molte specie di artropodi” |
| 1949 |                                      | Walter Rudolf Hess                         | Svizzera                         | “per la scoperta dell'organizzazione funzionale del diencefalo come coordinatore dell'attività degli organi interni” |
| 1949 |                                      | Antonio Caetano De Abreu Freire Egas Moniz | Portogallo                       | “per la scoperta del valore terapeutico delle lobotomie in alcune psicosi” |
| 1950 |                                      | Edward Calvin Kendall                      | Stati Uniti                      | “per le scoperte sugli ormoni della corteccia surrenalica, la loro struttura e i loro effetti biologici” |
| 1950 |                                      | Tadeusz Reichstein                         | Polonia / Svizzera               | “per le scoperte sugli ormoni della corteccia surrenalica, la loro struttura e i loro effetti biologici” |
| 1950 |                                      | Philip Showalter Hench                     | Stati Uniti                      | “per le scoperte sugli ormoni della corteccia surrenalica, la loro struttura e i loro effetti biologici” |
| 1951 |                                      | Max Theiler                                | Sudafrica / Stati Uniti          | “per le sue scoperte sulla febbre gialla e su come combatterla” |
| 1952 |                                      | Selman Abraham Waksman                     | Unione Sovietica / Stati Uniti   | “per la scoperta della streptomicina, il primo antibiotico efficace contro la tubercolosi” |
| 1953 |                                      | Hans Adolf Krebs                           | Germania Ovest / Regno Unito     | “per la scoperta del ciclo dell'acido citrico” |
| 1953 |                                      | Fritz Albert Lipmann                       | Germania Ovest / Stati Uniti     | “per la scoperta del coenzima A e della sua importanza come intermediario nel metabolismo” |
| 1954 |                                      | John Franklin Enders                       | Stati Uniti                      | “per la loro scoperta della capacità dei virus della poliomielite di crescere in colture di diversi tipi di tessuto” |
| 1954 |                                      | Thomas Huckle Weller                       | Stati Uniti                      | “per la loro scoperta della capacità dei virus della poliomielite di crescere in colture di diversi tipi di tessuto” |
| 1954 |                                      | Frederick Chapman Robbins                  | Stati Uniti                      | “per la loro scoperta della capacità dei virus della poliomielite di crescere in colture di diversi tipi di tessuto” |
| 1955 |                                      | Axel Hugo Theodor Theorell                 | Svezia                           | “per le scoperte sulla natura e la modalità d'azione degli enzimi ossidativi” |
| 1956 |                                      | André Frédéric Cournand                    | Francia / Stati Uniti            | “per le loro scoperte concernenti il cateterismo cardiaco e le alterazioni patologiche del sistema circolatorio” |
| 1956 |                                      | Werner Forssmann                           | Germania Ovest                   | “per le loro scoperte concernenti il cateterismo cardiaco e le alterazioni patologiche del sistema circolatorio” |
| 1956 |                                      | Dickinson W. Richards                      | Stati Uniti                      | “per le loro scoperte concernenti il cateterismo cardiaco e le alterazioni patologiche del sistema circolatorio” |
| 1957 |                                      | Daniel Bovet                               | Svizzera / Italia                | “per le sue scoperte in relazione a composti sintetici che inibiscono l'azione di alcune sostanze dell'organismo, e soprattutto alla loro azione sul sistema vascolare e i muscoli scheletrici”                                                            |
| 1958 |                                      | George Wells Beadle                        | Stati Uniti                      | “per aver scoperto che i geni agiscono come regolatori di determinati eventi chimici” |
| 1958 |                                      | Edward Lawrie Tatum                        | Stati Uniti                      | “per aver scoperto che i geni agiscono come regolatori di determinati eventi chimici” |
| 1958 |                                      | Joshua Lederberg                           | Stati Uniti                      | “per le scoperte sulla ricombinazione genetica e l'organizzazione del materiale genetico dei batteri” |
| 1959 |                                      | Severo Ochoa                               | Spagna / Stati Uniti             | “per la loro scoperta dei meccanismi della sintesi biologica dell'acido ribonucleico e dell'acido desossiribonucleico” |
| 1959 |                                      | Arthur Kornberg                            | Stati Uniti                      | “per la loro scoperta dei meccanismi della sintesi biologica dell'acido ribonucleico e dell'acido desossiribonucleico” |
| 1960 |                                      | Frank Macfarlane Burnet                    | Australia                        | “per la scoperta della tolleranza immunologica acquisita” |
| 1960 |                                      | Peter Brian Medawar                        | Regno Unito                      | “per la scoperta della tolleranza immunologica acquisita” |
| 1961 |                                      | Georg von Békésy                           | Ungheria / Stati Uniti           | “per le scoperte dei meccanismi fisici di stimolazione nella coclea” |
| 1962 |                                      | Francis Harry Compton Crick                | Regno Unito                      | “per le loro scoperte sulla struttura molecolare degli acidi nucleici e l'importanza nel trasferimento dell'informazione genetica nella materia vivente”                                                                                                   |
| 1962 |                                      | James Dewey Watson                         | Stati Uniti                      | “per le loro scoperte sulla struttura molecolare degli acidi nucleici e l'importanza nel trasferimento dell'informazione genetica nella materia vivente”                                                                                                   |
| 1962 |                                      | Maurice Hugh Frederick Wilkins             | Nuova Zelanda / Regno Unito      | “per le loro scoperte sulla struttura molecolare degli acidi nucleici e l'importanza nel trasferimento dell'informazione genetica nella materia vivente”                                                                                                   |
| 1963 |                                      | John Carew Eccles                          | Australia                        | “per le loro scoperte sui meccanismi ionici coinvolti nella eccitazione e nell'inibizione delle porzioni centrali e periferiche delle membrane delle cellule nervose”                                                                                      |
| 1963 |                                      | Alan Lloyd Hodgkin                         | Regno Unito                      | “per le loro scoperte sui meccanismi ionici coinvolti nella eccitazione e nell'inibizione delle porzioni centrali e periferiche delle membrane delle cellule nervose”                                                                                      |
| 1963 |                                      | Andrew Fielding Huxley                     | Regno Unito                      | “per le loro scoperte sui meccanismi ionici coinvolti nella eccitazione e nell'inibizione delle porzioni centrali e periferiche delle membrane delle cellule nervose”                                                                                      |
| 1964 |                                      | Konrad Bloch                               | Germania Ovest / Stati Uniti     | “per le loro scoperte sul meccanismo e la regolazione del metabolismo del colesterolo e degli acidi grassi” |
| 1964 |                                      | Feodor Lynen                               | Germania Ovest                   | “per le loro scoperte sul meccanismo e la regolazione del metabolismo del colesterolo e degli acidi grassi” |
| 1965 |                                      | François Jacob                             | Francia                          | “per le loro scoperte sul controllo genetico della sintesi di enzimi e virus” |
| 1965 |                                      | André Lwoff                                | Francia                          | “per le loro scoperte sul controllo genetico della sintesi di enzimi e virus” |
| 1965 |                                      | Jacques Monod                              | Francia                          | “per le loro scoperte sul controllo genetico della sintesi di enzimi e virus” |
| 1966 |                                      | Francis Peyton Rous                        | Stati Uniti                      | “per la scoperta dei virus tumorali” |
| 1966 |                                      | Charles B. Huggins                         | Stati Uniti                      | “per le sue scoperte sul trattamento ormonale del carcinoma della prostata” |
| 1967 |                                      | Ragnar Granit                              | Finlandia / Svezia               | “per le loro scoperte sui processi fisiologici primari e sui processi visivi chimici nell'occhio” |
| 1967 |                                      | Haldan Keffer Hartline                     | Stati Uniti                      | “per le loro scoperte sui processi fisiologici primari e sui processi visivi chimici nell'occhio” |
| 1967 |                                      | George Wald                                | Stati Uniti                      | “per le loro scoperte sui processi fisiologici primari e sui processi visivi chimici nell'occhio” |
| 1968 |                                      | Robert W. Holley                           | Stati Uniti                      | “per la loro interpretazione del codice genetico e della sua funzione nella sintesi proteica” |
| 1968 |                                      | Har Gobind Khorana                         | India / Stati Uniti              | “per la loro interpretazione del codice genetico e della sua funzione nella sintesi proteica” |
| 1968 |                                      | Marshall W. Nirenberg                      | Stati Uniti                      | “per la loro interpretazione del codice genetico e della sua funzione nella sintesi proteica” |
| 1969 |                                      | Max Delbrück                               | Germania Ovest / Stati Uniti     | “per le loro scoperte sul meccanismo di replicazione e la struttura genetica dei virus” |
| 1969 |                                      | Alfred D. Hershey                          | Stati Uniti                      | “per le loro scoperte sul meccanismo di replicazione e la struttura genetica dei virus” |
| 1969 |                                      | Salvador E. Luria                          | Italia / Stati Uniti             | “per le loro scoperte sul meccanismo di replicazione e la struttura genetica dei virus” |
| 1970 |                                      | Bernard Katz                               | Germania Ovest / Regno Unito     | “per le loro scoperte sui mediatori chimici delle terminazioni nervose e sui meccanismi del loro accumulo, e della loro liberazione e inattivazione” |
| 1970 |                                      | Ulf von Euler                              | Svezia                           | “per le loro scoperte sui mediatori chimici delle terminazioni nervose e sui meccanismi del loro accumulo, e della loro liberazione e inattivazione” |
| 1970 |                                      | Julius Axelrod                             | Stati Uniti                      | “per le loro scoperte sui mediatori chimici delle terminazioni nervose e sui meccanismi del loro accumulo, e della loro liberazione e inattivazione” |
| 1971 |                                      | Earl Wilbur Sutherland, Jr.                | Stati Uniti                      | “per le sue scoperte sul meccanismo d'azione degli ormoni” |
| 1972 |                                      | Gerald M. Edelman                          | Stati Uniti                      | “per le loro scoperte sulla struttura chimica degli anticorpi” |
| 1972 |                                      | Rodney Robert Porter                       | Regno Unito                      | “per le loro scoperte sulla struttura chimica degli anticorpi” |
| 1973 |                                      | Karl von Frisch                            | Austria / Germania Ovest         | “per le loro scoperte sull'organizzazione ed evocazione delle forme di comportamento individuale e sociale” |
| 1973 |                                      | Konrad Lorenz                              | Austria                          | “per le loro scoperte sull'organizzazione ed evocazione delle forme di comportamento individuale e sociale” |
| 1973 |                                      | Nikolaas Tinbergen                         | Paesi Bassi / Regno Unito        | “per le loro scoperte sull'organizzazione ed evocazione delle forme di comportamento individuale e sociale” |
| 1974 |                                      | Albert Claude                              | Belgio                           | “per le loro scoperte sull'organizzazione strutturale e funzionale della cellula” |
| 1974 |                                      | Christian de Duve                          | Belgio                           | “per le loro scoperte sull'organizzazione strutturale e funzionale della cellula” |
| 1974 |                                      | George E. Palade                           | Romania / Stati Uniti            | “per le loro scoperte sull'organizzazione strutturale e funzionale della cellula” |
| 1975 |                                      | David Baltimore                            | Stati Uniti                      | “per le loro scoperte concernenti le interazioni fra virus tumorali e il materiale genetico della cellula” |
| 1975 |                                      | Renato Dulbecco                            | Italia / Stati Uniti             | “per le loro scoperte concernenti le interazioni fra virus tumorali e il materiale genetico della cellula” |
| 1975 |                                      | Howard Martin Temin                        | Stati Uniti                      | “per le loro scoperte concernenti le interazioni fra virus tumorali e il materiale genetico della cellula” |
| 1976 |                                      | Baruch S. Blumberg                         | Stati Uniti                      | “per le loro scoperte riguardanti i meccanismi di origine e diffusione delle malattie infettive” |
| 1976 |                                      | D. Carleton Gajdusek                       | Stati Uniti                      | “per le loro scoperte riguardanti i meccanismi di origine e diffusione delle malattie infettive” |
| 1977 |                                      | Roger Guillemin                            | Francia / Stati Uniti            | “per le loro scoperte sulla produzione degli ormoni proteici dell'encefalo” |
| 1977 |                                      | Andrew Viktor Schally                      | Polonia / Stati Uniti            | “per le loro scoperte sulla produzione degli ormoni proteici dell'encefalo” |
| 1977 |                                      | Rosalyn Yalow                              | Stati Uniti                      | “per lo sviluppo del dosaggio radioimmunologico degli ormoni proteici” |
| 1978 |                                      | Werner Arber                               | Svizzera                         | “per la loro scoperta degli enzimi di restrizione e la loro applicazione alle tecniche di genetica molecolare” |
| 1978 |                                      | Daniel Nathans                             | Stati Uniti                      | “per la loro scoperta degli enzimi di restrizione e la loro applicazione alle tecniche di genetica molecolare” |
| 1978 |                                      | Hamilton O. Smith                          | Stati Uniti                      | “per la loro scoperta degli enzimi di restrizione e la loro applicazione alle tecniche di genetica molecolare” |
| 1979 |                                      | Allan M. Cormack                           | Sudafrica / Stati Uniti          | “per lo sviluppo della tomografia assiale computerizzata” |
| 1979 |                                      | Godfrey N. Hounsfield                      | Regno Unito                      | “per lo sviluppo della tomografia assiale computerizzata” |
| 1980 |                                      | Baruj Benacerraf                           | Venezuela / Stati Uniti          | “per le loro scoperte su strutture, geneticamente determinate, che sulla superficie cellulare regolano le reazioni immunologiche” |
| 1980 |                                      | Jean Dausset                               | Francia                          | “per le loro scoperte su strutture, geneticamente determinate, che sulla superficie cellulare regolano le reazioni immunologiche” |
| 1980 |                                      | George D. Snell                            | Stati Uniti                      | “per le loro scoperte su strutture, geneticamente determinate, che sulla superficie cellulare regolano le reazioni immunologiche” |
| 1981 |                                      | Roger W. Sperry                            | Stati Uniti                      | “per le sue scoperte sulla specializzazione funzionale degli emisferi cerebrali” |
| 1981 |                                      | David H. Hubel                             | Canada / Stati Uniti             | “per le loro scoperte sull'elaborazione dell'informazione nel sistema visivo” |
| 1981 |                                      | Torsten N. Wiesel                          | Svezia / Stati Uniti             | “per le loro scoperte sull'elaborazione dell'informazione nel sistema visivo” |
| 1982 |                                      | Sune Bergström                             | Svezia                           | “per le loro scoperte sulle prostaglandine e sostanze biologicamente attive a loro correlate” |
| 1982 |                                      | Bengt I. Samuelsson                        | Svezia                           | “per le loro scoperte sulle prostaglandine e sostanze biologicamente attive a loro correlate” |
| 1982 |                                      | John Robert Vane                           | Regno Unito                      | “per le loro scoperte sulle prostaglandine e sostanze biologicamente attive a loro correlate” |
| 1983 |                                      | Barbara McClintock                         | Stati Uniti                      | “per la sua scoperta degli elementi genetici mobili” |
| 1984 |                                      | Niels Kaj Jerne                            | Danimarca                        | “per le loro teorie sulla specificità nello sviluppo e nel controllo del sistema immunitario e la scoperta del principio per la produzione di anticorpi monoclonali”                                                                                       |
| 1984 |                                      | Georges Köhler                             | Germania Ovest                   | “per le loro teorie sulla specificità nello sviluppo e nel controllo del sistema immunitario e la scoperta del principio per la produzione di anticorpi monoclonali”                                                                                       |
| 1984 |                                      | César Milstein                             | Argentina / Regno Unito          | “per le loro teorie sulla specificità nello sviluppo e nel controllo del sistema immunitario e la scoperta del principio per la produzione di anticorpi monoclonali”                                                                                       |
| 1985 |                                      | Michael S. Brown                           | Stati Uniti                      | “per le loro scoperte riguardanti la regolazione del metabolismo del colesterolo” |
| 1985 |                                      | Joseph L. Goldstein                        | Stati Uniti                      | “per le loro scoperte riguardanti la regolazione del metabolismo del colesterolo” |
| 1986 |                                      | Stanley Cohen                              | Stati Uniti                      | “per le loro scoperte e l'individuazione di fattori di crescita cellulare” |
| 1986 |                                      | Rita Levi-Montalcini                       | Italia                           | “per le loro scoperte e l'individuazione di fattori di crescita cellulare” |
| 1987 |                                      | Susumu Tonegawa                            | Giappone                         | “per la scoperta del meccanismo genetico alla base della diversità anticorpale” |
| 1988 |                                      | James W. Black                             | Regno Unito                      | “per le loro scoperte di principi fondamentali nel trattamento da farmaci” |
| 1988 |                                      | Gertrude Elion                             | Stati Uniti                      | “per le loro scoperte di principi fondamentali nel trattamento da farmaci” |
| 1988 |                                      | George H. Hitchings                        | Stati Uniti                      | “per le loro scoperte di principi fondamentali nel trattamento da farmaci” |
| 1989 |                                      | J. Michael Bishop                          | Stati Uniti                      | “per la loro scoperta dell'origine cellulare degli oncogeni retrovirali” |
| 1989 |                                      | Harold E. Varmus                           | Stati Uniti                      | “per la loro scoperta dell'origine cellulare degli oncogeni retrovirali” |
| 1990 |                                      | Joseph E. Murray                           | Stati Uniti                      | “per le scoperte concernenti il trapianto di organi e di cellule nel trattamento delle patologie umane” |
| 1990 |                                      | E. Donnall Thomas                          | Stati Uniti                      | “per le scoperte concernenti il trapianto di organi e di cellule nel trattamento delle patologie umane” |
| 1991 |                                      | Erwin Neher                                | Germania                         | “per le loro scoperte sulla funzione dei singoli canali ionici cellulari” |
| 1991 |                                      | Bert Sakmann                               | Germania                         | “per le loro scoperte sulla funzione dei singoli canali ionici cellulari” |
| 1992 |                                      | Edmond H. Fischer                          | Svizzera / Stati Uniti           | “per le scoperte concernenti il ruolo della fosforilazione reversibile delle proteine come meccanismo regolativo” |
| 1992 |                                      | Edwin G. Krebs                             | Stati Uniti                      | “per le scoperte concernenti il ruolo della fosforilazione reversibile delle proteine come meccanismo regolativo” |
| 1993 |                                      | Richard J. Roberts                         | Regno Unito                      | “per la scoperta dello splicing dei geni” (i geni possono essere suddivisi in segmenti) |
| 1993 |                                      | Phillip A. Sharp                           | Stati Uniti                      | “per la scoperta dello splicing dei geni” (i geni possono essere suddivisi in segmenti) |
| 1994 |                                      | Alfred G. Gilman                           | Stati Uniti                      | “per le scoperte sul ruolo delle proteine G nella trasduzione del segnale nelle cellule” |
| 1994 |                                      | Martin Rodbell                             | Stati Uniti                      | “per le scoperte sul ruolo delle proteine G nella trasduzione del segnale nelle cellule” |
| 1995 |                                      | Edward B. Lewis                            | Stati Uniti                      | “per le scoperte sul controllo genetico delle fasi precoci dello sviluppo embrionale” |
| 1995 |                                      | Christiane Nüsslein-Volhard                | Germania                         | “per le scoperte sul controllo genetico delle fasi precoci dello sviluppo embrionale” |
| 1995 |                                      | Eric F. Wieschaus                          | Stati Uniti                      | “per le scoperte sul controllo genetico delle fasi precoci dello sviluppo embrionale” |
| 1996 |                                      | Peter C. Doherty                           | Australia                        | “per le scoperte sulla specificità dell'immunità cellulo-mediata” |
| 1996 |                                      | Rolf M. Zinkernagel                        | Svizzera                         | “per le scoperte sulla specificità dell'immunità cellulo-mediata” |
| 1997 |                                      | Stanley B. Prusiner                        | Stati Uniti                      | “per la sua scoperta dei prioni – un nuovo principio biologico infettivo” |
| 1998 |                                      | Robert F. Furchgott                        | Stati Uniti                      | “per le loro scoperte concernenti il monossido di azoto come molecola di segnale nel sistema cardiovascolare” |
| 1998 |                                      | Louis J. Ignarro                           | Stati Uniti                      | “per le loro scoperte concernenti il monossido di azoto come molecola di segnale nel sistema cardiovascolare” |
| 1998 |                                      | Ferid Murad                                | Stati Uniti / Albania            | “per le loro scoperte concernenti il monossido di azoto come molecola di segnale nel sistema cardiovascolare” |
| 1999 |                                      | Günter Blobel                              | Germania / Stati Uniti           | “per la scoperta che le proteine hanno segnali intrinseci che governano il loro trasporto e la loro localizzazione all'interno della cellula” |
| 2000 |                                      | Arvid Carlsson                             | Svezia                           | “per le scoperte sulla trasduzione del segnale nel sistema nervoso” |
| 2000 |                                      | Paul Greengard                             | Stati Uniti                      | “per le scoperte sulla trasduzione del segnale nel sistema nervoso” |
| 2000 |                                      | Eric R. Kandel                             | Stati Uniti                      | “per le scoperte sulla trasduzione del segnale nel sistema nervoso” |
| 2001 |                                      | Leland H. Hartwell                         | Stati Uniti                      | “per le scoperte sui fattori chiave della regolazione del ciclo cellulare” |
| 2001 |                                      | R. Timothy Hunt                            | Regno Unito                      | “per le scoperte sui fattori chiave della regolazione del ciclo cellulare” |
| 2001 |                                      | Paul M. Nurse                              | Regno Unito                      | “per le scoperte sui fattori chiave della regolazione del ciclo cellulare” |
| 2002 |                                      | Sydney Brenner                             | Sudafrica                        | “per le scoperte sulla regolazione genetica dello sviluppo degli organi e sulla morte cellulare programmata” |
| 2002 |                                      | H. Robert Horvitz                          | Stati Uniti                      | “per le scoperte sulla regolazione genetica dello sviluppo degli organi e sulla morte cellulare programmata” |
| 2002 |                                      | John E. Sulston                            | Regno Unito                      | “per le scoperte sulla regolazione genetica dello sviluppo degli organi e sulla morte cellulare programmata” |
| 2003 |                                      | Paul C. Lauterbur                          | Stati Uniti                      | “per le loro scoperte sulla risonanza magnetica” |
| 2003 |                                      | Peter Mansfield                            | Regno Unito                      | “per le loro scoperte sulla risonanza magnetica” |
| 2004 |                                      | Richard Axel                               | Stati Uniti                      | “per le scoperte nel campo dei recettori olfattivi e dell'organizzazione del sistema olfattivo” |
| 2004 |                                      | Linda B. Buck                              | Stati Uniti                      | “per le scoperte nel campo dei recettori olfattivi e dell'organizzazione del sistema olfattivo” |
| 2005 |                                      | Barry J. Marshall                          | Australia                        | “per la scoperta del batterio Helicobacter pylori e il suo ruolo nella gastrite e nell'ulcera peptica” |
| 2005 |                                      | J. Robin Warren                            | Australia                        | “per la scoperta del batterio Helicobacter pylori e il suo ruolo nella gastrite e nell'ulcera peptica” |
| 2006 |                                      | Andrew Z. Fire                             | Stati Uniti                      | “per la scoperta del fenomeno dell'interferenza dell'RNA – silenziamento genico mediante RNA a doppio filamento” |
| 2006 |                                      | Craig C. Mello                             | Stati Uniti                      | “per la scoperta del fenomeno dell'interferenza dell'RNA – silenziamento genico mediante RNA a doppio filamento” |
| 2007 |                                      | Mario Capecchi                             | Italia / Stati Uniti             | “per le loro scoperte del principio per introdurre specifici geni nei topi tramite cellule staminali embrionali” |
| 2007 |                                      | Martin Evans                               | Regno Unito                      | “per le loro scoperte del principio per introdurre specifici geni nei topi tramite cellule staminali embrionali” |
| 2007 |                                      | Oliver Smithies                            | Regno Unito / Stati Uniti        | “per le loro scoperte del principio per introdurre specifici geni nei topi tramite cellule staminali embrionali” |
| 2008 |                                      | Harald zur Hausen                          | Germania                         | “per la sua scoperta che il papillomavirus causa il cancro della cervice” |
| 2008 |                                      | Françoise Barré-Sinoussi                   | Francia                          | “per la loro scoperta del virus dell'immunodeficienza umana” |
| 2008 |                                      | Luc Montagnier                             | Francia                          | “per la loro scoperta del virus dell'immunodeficienza umana” |
| 2009 |                                      | Elizabeth Blackburn                        | Australia / Stati Uniti          | “per la scoperta di come i cromosomi sono protetti dai telomeri e dall'enzima telomerasi” |
| 2009 |                                      | Carol W. Greider                           | Stati Uniti                      | “per la scoperta di come i cromosomi sono protetti dai telomeri e dall'enzima telomerasi” |
| 2009 |                                      | Jack W. Szostak                            | Canada / Stati Uniti             | “per la scoperta di come i cromosomi sono protetti dai telomeri e dall'enzima telomerasi” |
| 2010 |                                      | Robert Geoffrey Edwards                    | Regno Unito                      | “per lo sviluppo della fecondazione in vitro” |
| 2011 |                                      | Bruce Beutler                              | Stati Uniti                      | “per la loro scoperta riguardante l'attivazione dell'immunità innata” |
| 2011 |                                      | Jules Hoffmann                             | Lussemburgo / Francia            | “per la loro scoperta riguardante l'attivazione dell'immunità innata” |
| 2011 |                                      | Ralph M. Steinman (postumo)                | Canada / Stati Uniti             | “per la sua scoperta della cellula dendritica e il suo ruolo nell'immunità acquisita” |
| 2012 |                                      | John Gurdon                                | Regno Unito                      | “per la scoperta che le cellule mature possono essere riprogrammate per diventare pluripotenti” |
| 2012 | Shinya Yamanaka                      | Shinya Yamanaka                            | Giappone                         | “per la scoperta che le cellule mature possono essere riprogrammate per diventare pluripotenti” |
| 2013 |                                      | James Rothman                              | Stati Uniti                      | “per le loro scoperte dei meccanismi di regolazione del traffico vescicolare, un sistema di trasporto importante nelle nostre cellule” |
| 2013 |                                      | Randy Schekman                             | Stati Uniti                      | “per le loro scoperte dei meccanismi di regolazione del traffico vescicolare, un sistema di trasporto importante nelle nostre cellule” |
| 2013 |                                      | Thomas Südhof                              | Germania / Stati Uniti           | “per le loro scoperte dei meccanismi di regolazione del traffico vescicolare, un sistema di trasporto importante nelle nostre cellule” |
| 2014 |                                      | John O'Keefe                               | Stati Uniti / Regno Unito        | “per le loro scoperte sulle cellule costituenti il sistema di posizionamento spaziale nel cervello” |
| 2014 |                                      | May-Britt Moser                            | Norvegia                         | “per le loro scoperte sulle cellule costituenti il sistema di posizionamento spaziale nel cervello” |
| 2014 |                                      | Edvard Moser                               | Norvegia                         | “per le loro scoperte sulle cellule costituenti il sistema di posizionamento spaziale nel cervello” |
| 2015 |                                      | William C. Campbell                        | Irlanda                          | “per le loro scoperte riguardanti una nuova terapia contro le infezioni causate da parassiti intestinali” |
| 2015 |                                      | Satoshi Ōmura                              | Giappone                         | “per le loro scoperte riguardanti una nuova terapia contro le infezioni causate da parassiti intestinali” |
| 2015 |                                      | Tu Youyou                                  | Cina                             | “per la sua scoperta di una nuova terapia contro la malaria” |
| 2016 |                                      | Yoshinori Ohsumi                           | Giappone                         | “per le sue scoperte dei meccanismi di autofagia” |
| 2017 |                                      | Jeffrey C. Hall                            | Stati Uniti                      | “per le loro scoperte dei meccanismi molecolari che controllano il ritmo circadiano” |
| 2017 |                                      | Michael Rosbash                            | Stati Uniti                      | “per le loro scoperte dei meccanismi molecolari che controllano il ritmo circadiano” |
| 2017 |                                      | Michael W. Young                           | Stati Uniti                      | “per le loro scoperte dei meccanismi molecolari che controllano il ritmo circadiano” |
| 2018 |                                      | James Patrick Allison                      | Stati Uniti                      | “per la loro scoperta della terapia del cancro mediante l'inibizione della regolazione immunitaria negativa” |
| 2018 |                                      | Tasuku Honjo                               | Giappone                         | “per la loro scoperta della terapia del cancro mediante l'inibizione della regolazione immunitaria negativa” |
| 2019 |                                      | William Kaelin Jr.                         | Stati Uniti                      | “per le loro scoperte su come le cellule percepiscono e si adattano alla disponibilità di ossigeno.” |
| 2019 |                                      | Peter J. Ratcliffe                         | Regno Unito                      | “per le loro scoperte su come le cellule percepiscono e si adattano alla disponibilità di ossigeno.” |
| 2019 |                                      | Gregg L. Semenza                           | Stati Uniti                      | “per le loro scoperte su come le cellule percepiscono e si adattano alla disponibilità di ossigeno.” |
| 2020 |                                      | Harvey J. Alter                            | Stati Uniti                      | “per la scoperta del virus dell'epatite C” |
| 2020 |                                      | Michael Houghton                           | Regno Unito / Canada             | “per la scoperta del virus dell'epatite C” |
| 2020 |                                      | Charles M. Rice                            | Stati Uniti                      | “per la scoperta del virus dell'epatite C” |
| 2021 |                                      | David Julius                               | Stati Uniti                      | “per le loro scoperte di recettori per la temperatura e il tatto.” |
| 2021 |                                      | Ardem Patapoutian                          | Libano / Stati Uniti             | “per le loro scoperte di recettori per la temperatura e il tatto.” |
| 2022 |                                      | Svante Pääbo                               | Svezia                           | “per le sue scoperte riguardanti i genomi degli ominidi estinti e l'evoluzione umana” |
| 2023 |                                      | Katalin Karikó                             | Ungheria / Stati Uniti           | “per le loro scoperte riguardanti le modifiche delle basi nucleosidiche che hanno consentito lo sviluppo di efficaci vaccini a mRNA contro COVID-19” |
| 2023 |                                      | Drew Weissman                              | Stati Uniti                      | “per le loro scoperte riguardanti le modifiche delle basi nucleosidiche che hanno consentito lo sviluppo di efficaci vaccini a mRNA contro COVID-19” |
| 2024 |                                      | Victor Ambros                              | Stati Uniti                      | “per la scoperta del MicroRNA e del suo ruolo nella regolazione genica” |
| 2024 |                                      | Gary Ruvkun                                | Stati Uniti                      | “per la scoperta del MicroRNA e del suo ruolo nella regolazione genica” |

## Statistiche

### Numero di vincitori per paese
Vengono considerate le cittadinanze e le eventuali naturalizzazioni dei vincitori.
| Nazione       | Numero di premi |
| ------------- | --- |
| Stati Uniti   | 113 (di cui 33 per naturalizzazione) |
| Regno Unito   | 35 (di cui 8 per naturalizzazione) |
| Germania      | 24 (di cui 4 come Impero tedesco, 2 come Repubblica di Weimar, 3 come Terzo Reich, 1 come Germania occupata, 8 come Germania Ovest; 1 per naturalizzazione) |
| Francia       | 12 (di cui 2 per naturalizzazione) |
| Svezia        | 10 (di cui 2 per naturalizzazione) |
| Svizzera      | 8 (di cui 1 per naturalizzazione) |
| Australia     | 7 |
| Italia        | 6 (di cui 1 come Italia; 1 per naturalizzazione) |
| Canada        | 5 (di cui 1 per naturalizzazione) |
| Danimarca     | 5 (di cui 1 come Fær Øer) |
| Austria       | 5 (di cui 1 per naturalizzazione) |
| Giappone      | 5 |
| Belgio        | 4 |
| Ungheria      | 4 |
| Sudafrica     | 3 |
| Paesi Bassi   | 3 |
| Norvegia      | 2 |
| Argentina     | 2 |
| Polonia       | 2 |
| Spagna        | 2 |
| Rep. Ceca     | 2 (di cui 2 come Cecoslovacchia) |
| Russia        | 2 (di cui 2 come Russia) |
| Albania       | 1 |
| Lussemburgo   | 1 |
| Venezuela     | 1 |
| Romania       | 1 |
| India         | 1 |
| Finlandia     | 1 |
| Nuova Zelanda | 1 |
| Ucraina       | 1 (di cui 1 come RSS Ucraina) |
| Portogallo    | 1 |
| Irlanda       | 1 |
| Cina          | 1 |

### Numero di vincitori per genere
| Genere | Numero di premi |
| ------ | --------------- |
| Uomini | 208             |
| Donne  | 13              |